# Еланчобе
Еланчобе, Еланчове (баск. Elantxobe (офіційна назва), ісп. Elanchove) — муніципалітет в Іспанії, у складі автономної спільноти Країна Басків, у провінції Біская. Населення — 441 особа (2009).
Муніципалітет розташований на відстані близько 340 км на північ від Мадрида, 27 км на північний схід від Більбао.

## Демографія
Динаміка населення (INE ):

## Галерея зображень

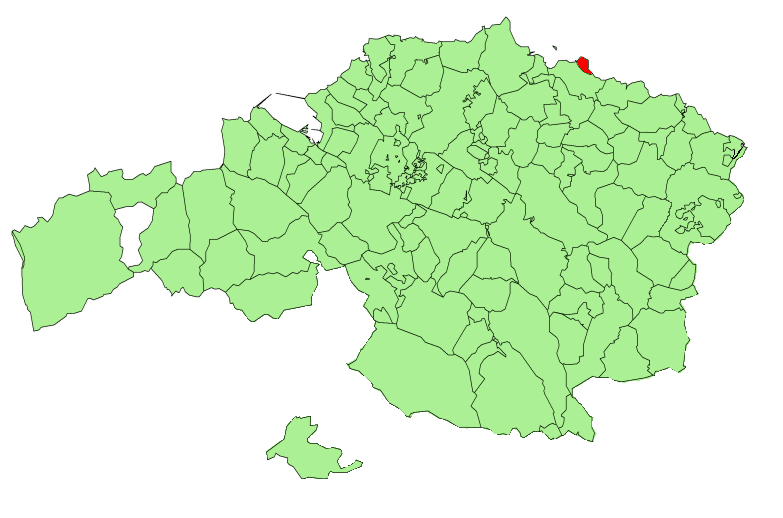
Розташування муніципалітету
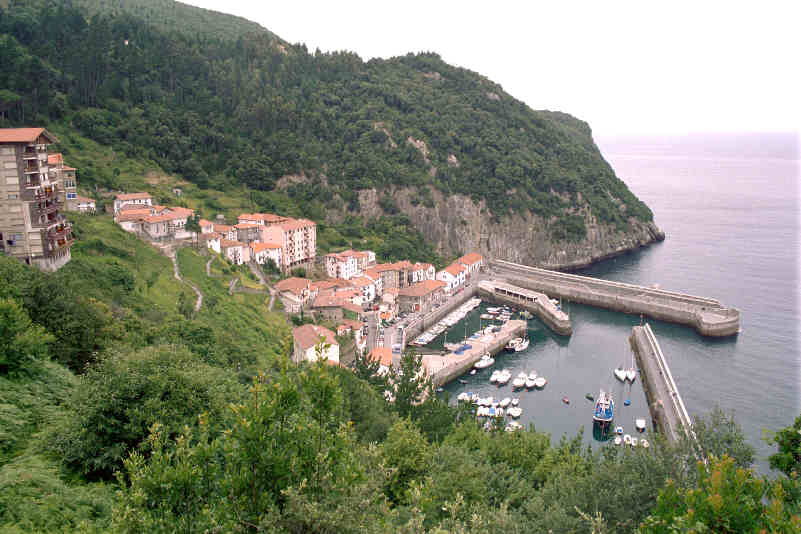
Еланчобе